# Dolina Radości

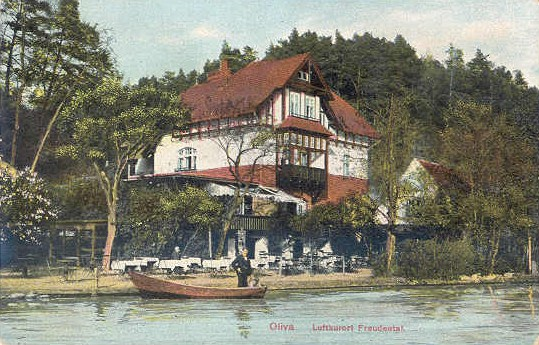
Dolina Radości, początek XX wieku

Dolina Radości (dawniej: Wesołowo, kaszb. Frajndôl, niem. Freudenthal) – osiedle w Gdańsku, w dzielnicy Oliwa.
Położona jest nad Potokiem Oliwskim na obszarze Trójmiejskiego Parku Krajobrazowego i otoczona kompleksem Lasów Oliwskich. Obszarem osiedla prowadzą szlaki turystyczne Wzgórz Szymbarskich i Kartuski.
Swoistą atrakcją turystyczną są liczne głazy narzutowe.

## Historia
W 1648 właścicielem doliny był gdańszczanin Samuel Hawel. To wtedy też po raz pierwszy wymieniono nazwę Freudental, czyli Dolina Radości. W 1866 jedną z posiadłości przejęło Nadleśnictwo Oliwskie. W tym też czasie stawy jednego z młynów zaadaptowano do hodowli ryb.
W 1896 roku opiekujący się Doliną Radości leśnik Danz pośród sadzonek drzew iglastych posadził brzozy, które ułożyły się w napis: DANZ 1896.
Dolina Radości została przyłączona w granice administracyjne miasta w 1926. W 1932 zbudowano tu skocznię narciarską o punkcie konstrukcyjnym K-35 (rekord skoczni 39 m). Miejsce to upamiętniono głazem narzutowym z datą 1932. Nieopodal stoku płyta pamiątkowa, ustawiona w miejscu śmiertelnego upadku 35-letniego skoczka Ernsta Becker-Lee w 1940.
Po 1945 usiłowano wprowadzić dla doliny nazwę Ustroń. Dziś w rejestrze TERYT dolina funkcjonuje pod tą nazwą (SIMC 0933973).

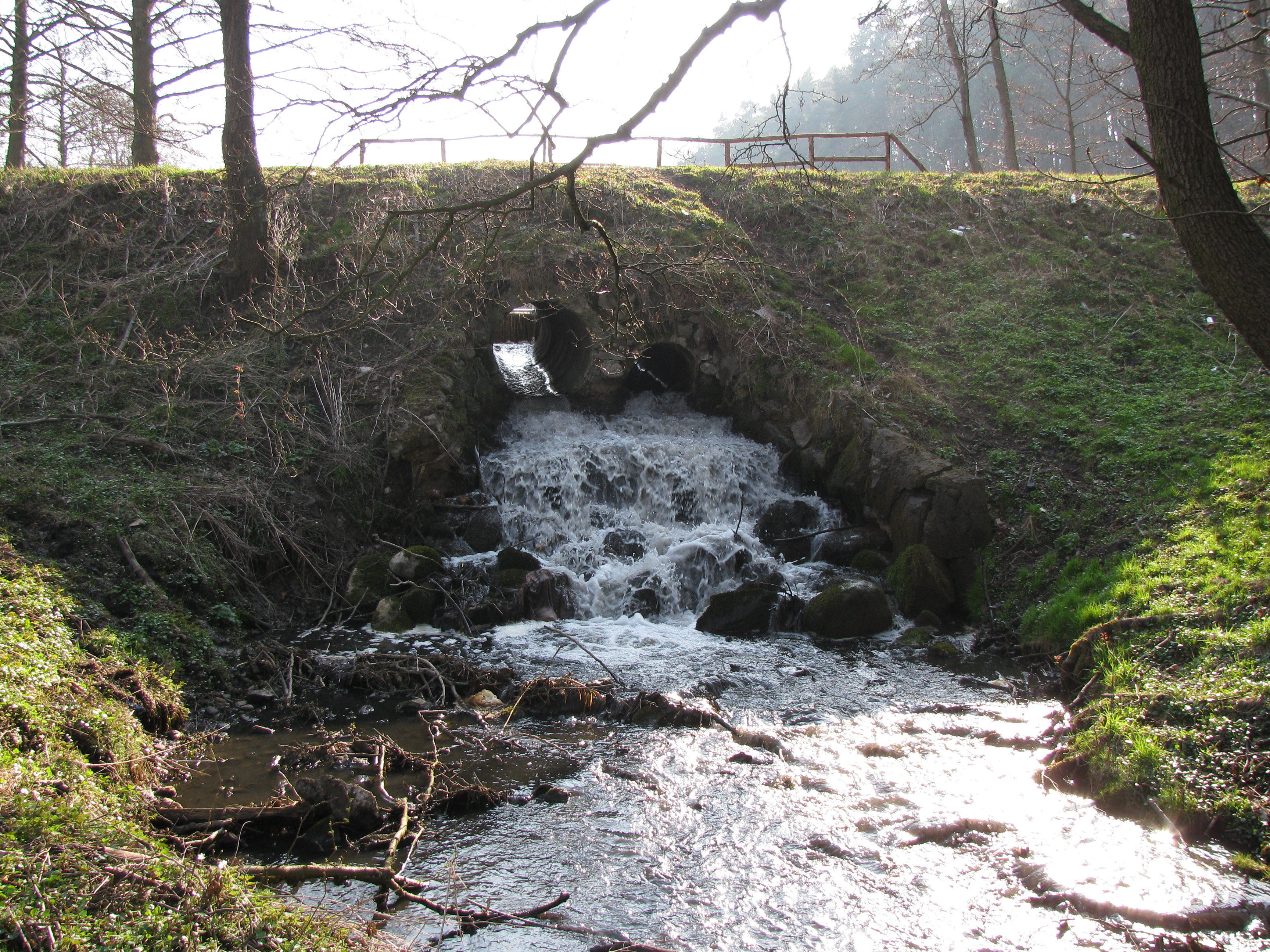
Wodospad na Potoku Oliwskim
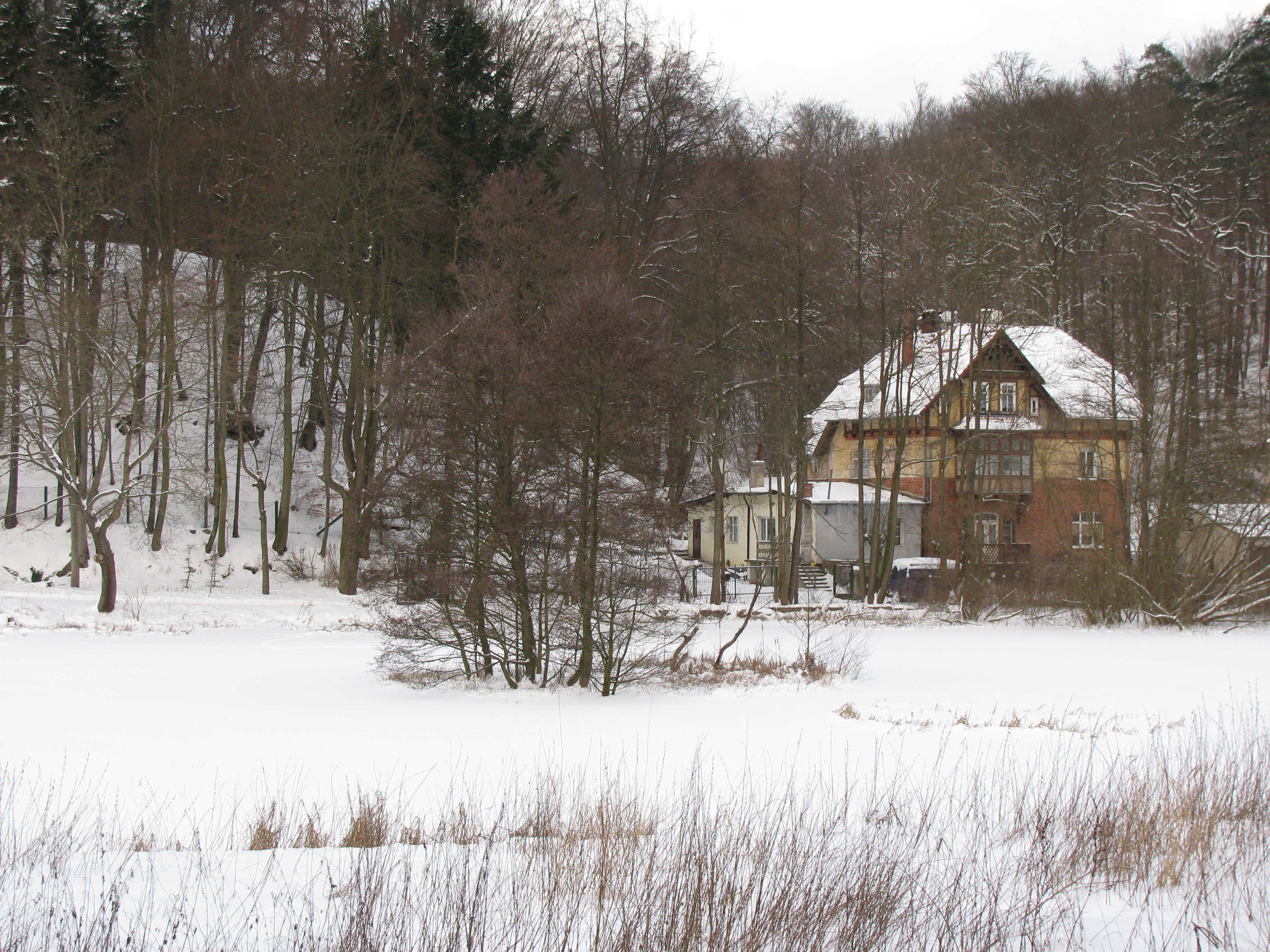
Staw na Potoku Oliwskim w zimie
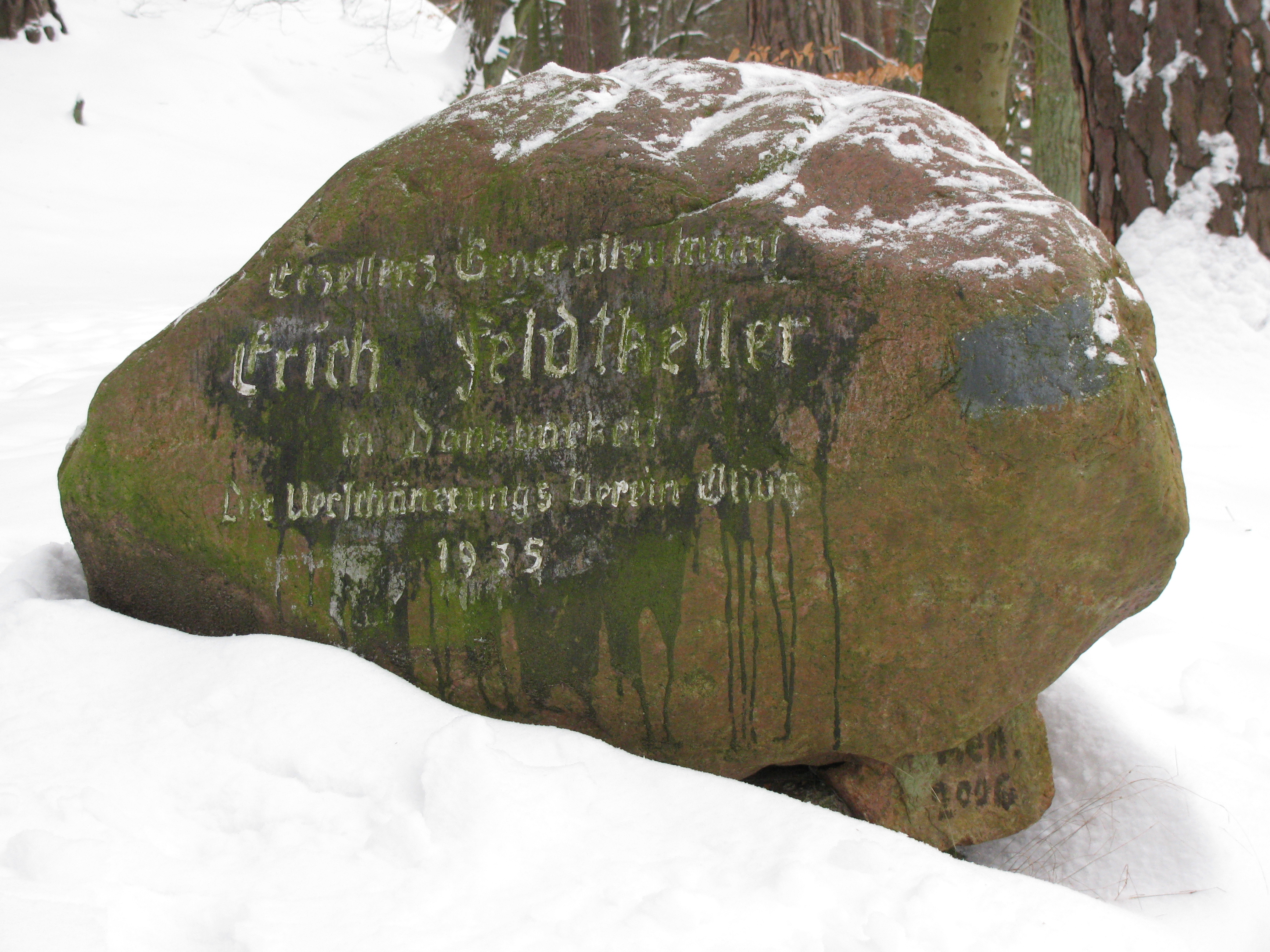
Głaz pamiątkowy z 1935
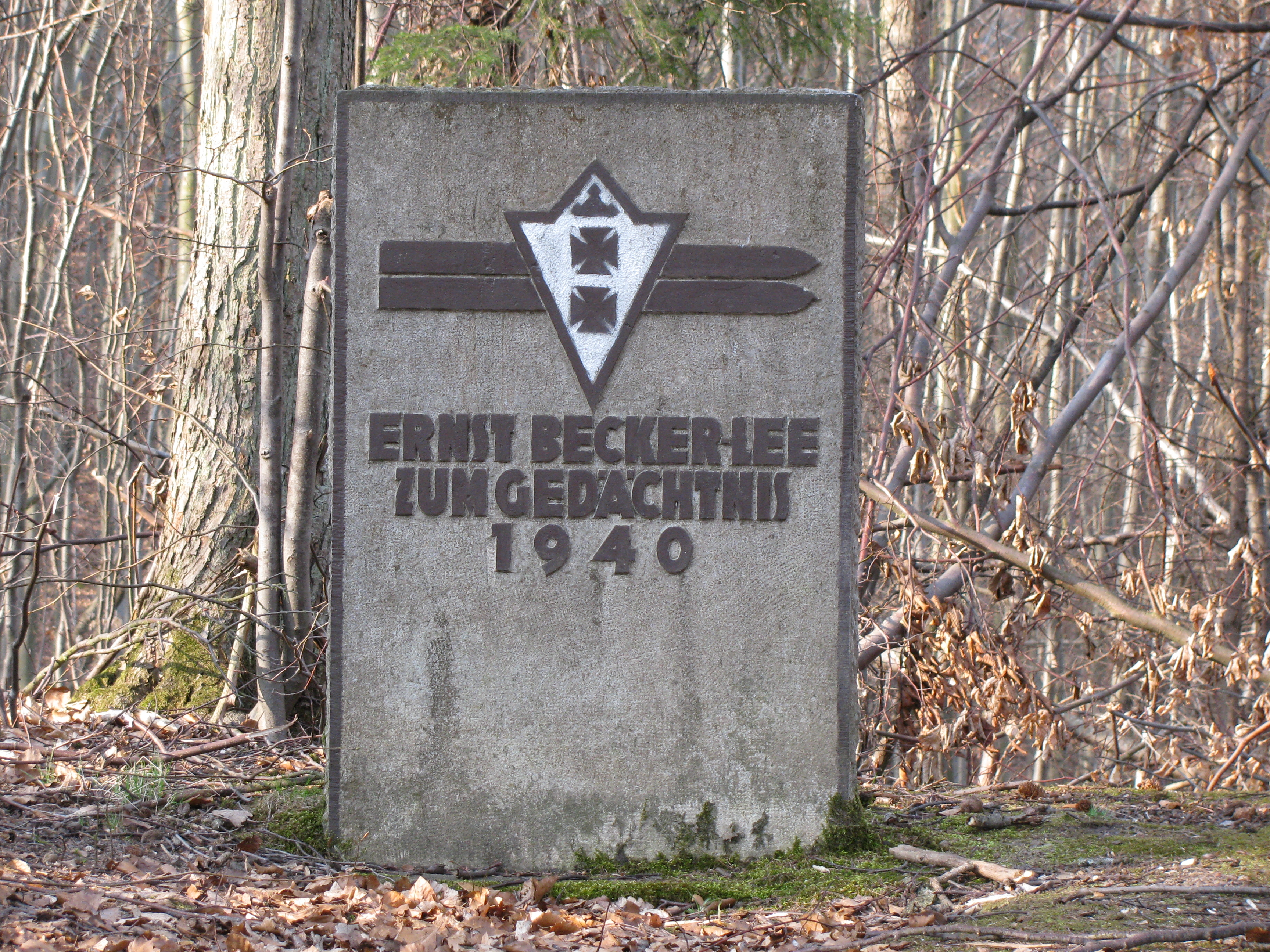
Płyta pamiątkowa z 1940
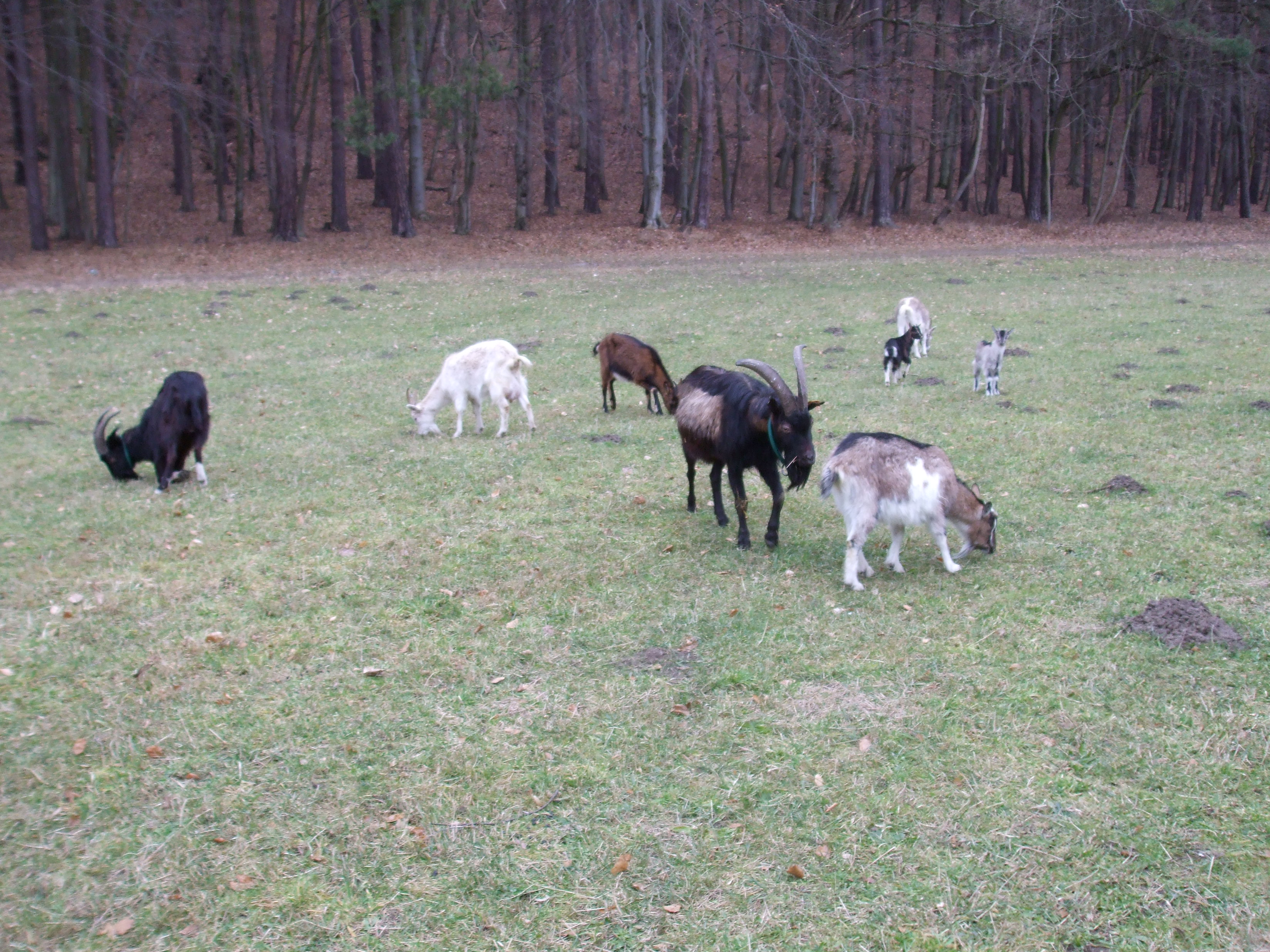
Kozy w Dolinie Radości